# مسابقات قهرمانی بدمینتون ترکیبی اروپا ۲۰۲۳
مسابقات قهرمانی بدمینتون ترکیبی اروپا ۲۰۲۳ در ایری-سو-لا-لیس ، فرانسه و در تاریخ ۱۴ تا ۱۸ فوریه ۲۰۲۳ و از طرف بدمینتون اروپا و فدراسیون بدمینتون فرانسه برگزار شد. محل میزبان در ماه دسامبر ۲۰۲۱ و از طرف بدمین تون اروپا اعلام شد.  و همچنین این مسابقات به عنوان رویداد مقدماتی اروپا برای جام سودیرمن ۲۰۲۳ صورت می گیرد.